# Thomas Smith (pittore)

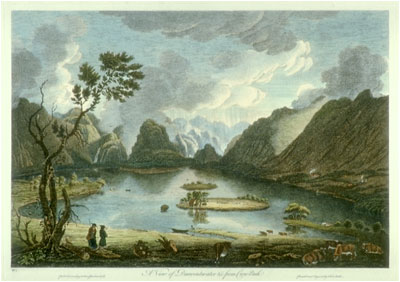
A View of Darwentwater from Crow-Park

Thomas Smith (... – 1767) è stato un pittore inglese, padre di John Raphael Smith.

## Biografia
Smith dipinse molti paesaggi tra cui quelli con case storiche come Chatsworth House e vedute del Lake District. Il suo dipinto An Extensive Landscape with Hunting Party è stato venduto per oltre 67 000 dollari ad un'asta da Sotheby's. Dipinse questo quadro nel 1751, un anno prima della nascita di suo figlio e sedici anni prima della morte. Alcune delle sue opere sono oggi esposte alla Derby Museum and Art Gallery.

## La regola dei terzi
In ambito artistico e fotografico Thomas Smith viene ricordato anche per essere stato colui che hai inventato la cosiddetta "regola dei terzi", descrivendola in un piccolo manuale intitolato Remarks on Rural Scenery. Secondo Smith, costruendo una semplice griglia che divide il campo in tre parti, sia in orizzontale che in verticale, si riesce a ottenere un valido riferimento per determinare il rapporto tra la terra e il cielo, sostenendo che "in un buon quadro l'orizzonte è bene che stia sempre a un terzo o a due terzi" del campo visivo. Da qui il nome "regola dei terzi". Nel tempo, questa regola è stata usata e divulgata non solo per gestire il rapporto tra terra e cielo ma anche ai fini di una composizione che tenga conto dei punti focali in cui le linee della griglia si incrociano, diventando così punti di riferimento in cui posizionare il/i soggetto/i più importante/i della scena.